# 毒鱼柿
毒鱼柿是柿树属的一种植物，模式产地为喀麦隆，分布于西非。种加词指的是其果实可用于毒鱼。